# 爵溪话
爵溪话又名所里话、城里话，是中国浙江省象山县的一个官话方言岛，位于爵溪街道，2000年使用人口约9500人。

## 语言来源
据考证，爵溪话来源于明代爵溪驻军，属于军话的一种。明代洪武三十年（1397年）设立爵溪千户所，隶属于昌国卫，建置之初，军士多来自北方，而前往当地流徙充军之人也多来自北方。而在清代海禁之时，当地居民并未内迁，因而驻军官逐渐受到当地吴语影响，逐渐形成了爵溪话。

## 比较研究
经过黄晓东等学者研究认为，爵溪话属于吴语化的官话。在与杭州话和苍南金乡话对比研究后发现，这三种语言所具备的特征高度相同，这说明三者之间可能具备某种联系。

## 现状
由于爵溪街道经济发达，对外交往日益频繁，因此爵溪话目前正迅速向吴语宁波话靠拢。